# はくちょう座Q星
はくちょう座Q星（Q Cygni、Q Cyg）は、はくちょう座に位置する変光星である。はくちょう座の中では、北東端のとかげ座との境界近くに位置する。はくちょう座新星1876としても知られ、NGC 7114、HR 8296といったカタログ名も付与されている。

## 発見
最も初期に記録された新星の一つで、1876年11月24日にヨハン・シュミットによって発見された。その4日前までは、5等級以上に明るい天体はこの場所に存在しなかった。新星爆発を起こして3等級まで増光し、その状態が発見から3日後まで続いた。

## 星雲
はくちょう座Q星系の周囲には、小さい円盤状の星雲の存在が報告され、そのために惑星状星雲候補として、ニュージェネラルカタログにも収録された。しかし、後の観測では星雲の特徴がみられず、改定の際に「存在しない」天体とされた。

## 特徴
はくちょう座Q星系は激変星で、白色矮星ともう一つの恒星とが約10時間で公転する近接連星系と考えられる。白色矮星は降着円盤に囲まれ、円盤は白色矮星自身よりずっと明るく輝く。伴星は、質量が太陽の0.6倍、K5型の橙色主系列星と予想され、白色矮星へと降着円盤を通じて質量を供給している。
地球からはくちょう座Q星系までの距離は、測定手法によって大きく異なり、分光観測に基づく推定ではおよそ1万1千光年、減光の速さから絶対等級を予想した推定ではおよそ6,200光年、赤外線の測光と公転周期からの推定ではおよそ5,660光年、星間減光に基づく推定ではおよそ3,980光年、紫外線での観測に基づく推定ではおよそ2,400光年離れていると推定される。距離が2,400光年であれば、ありふれた古典新星だが、1万1千光年離れているとすれば、新星としては極めて明るい特殊な天体となる。